# Culture classique de Veracruz

Culture classique de Veracruz et sites importants de l’ère classique.

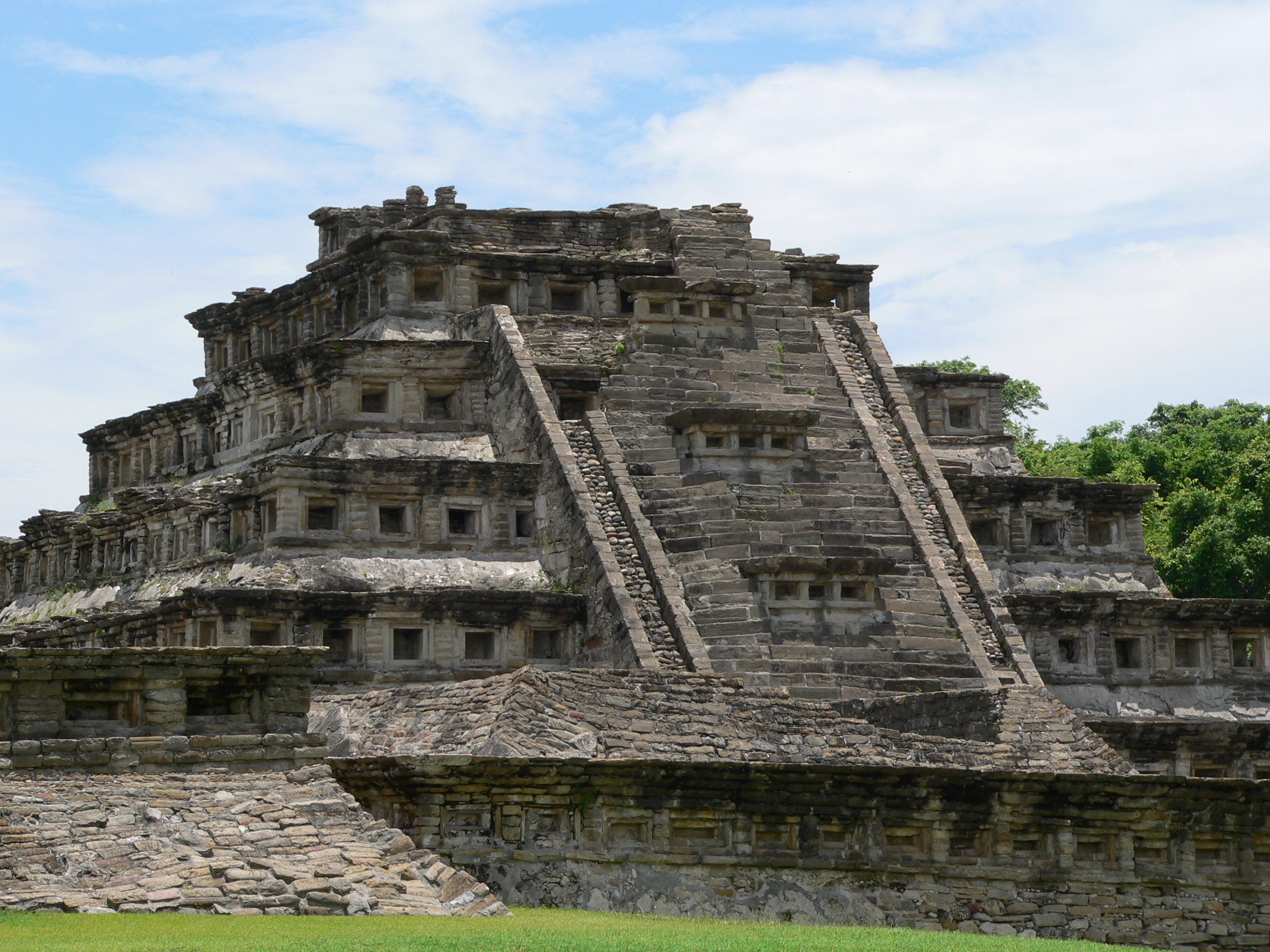
Pyramide des Niches d’El Tajin.

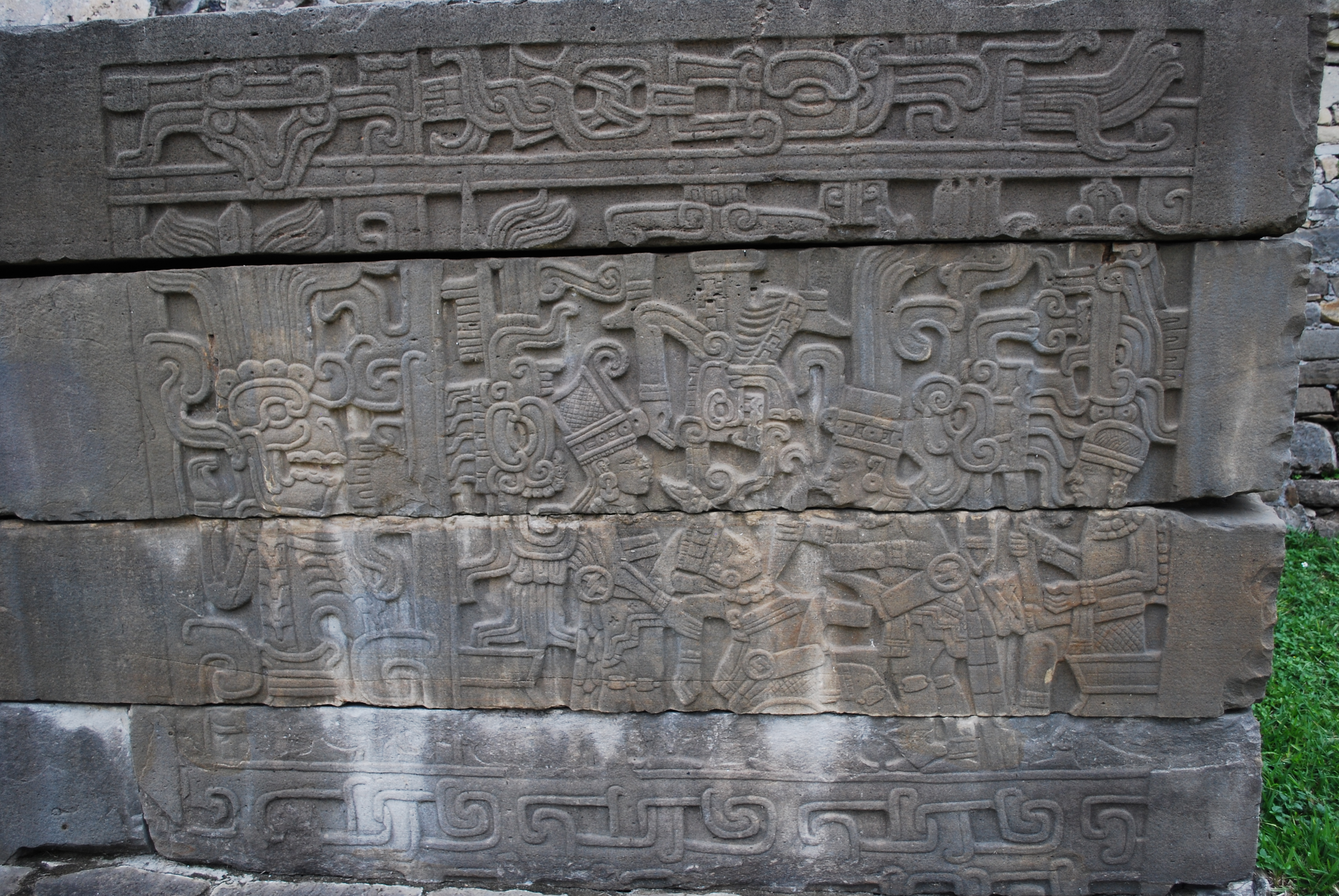
Série de peintures murales du jeu de pelote d’El Tajin, montrant le sacrifice d'un joueur de balle.

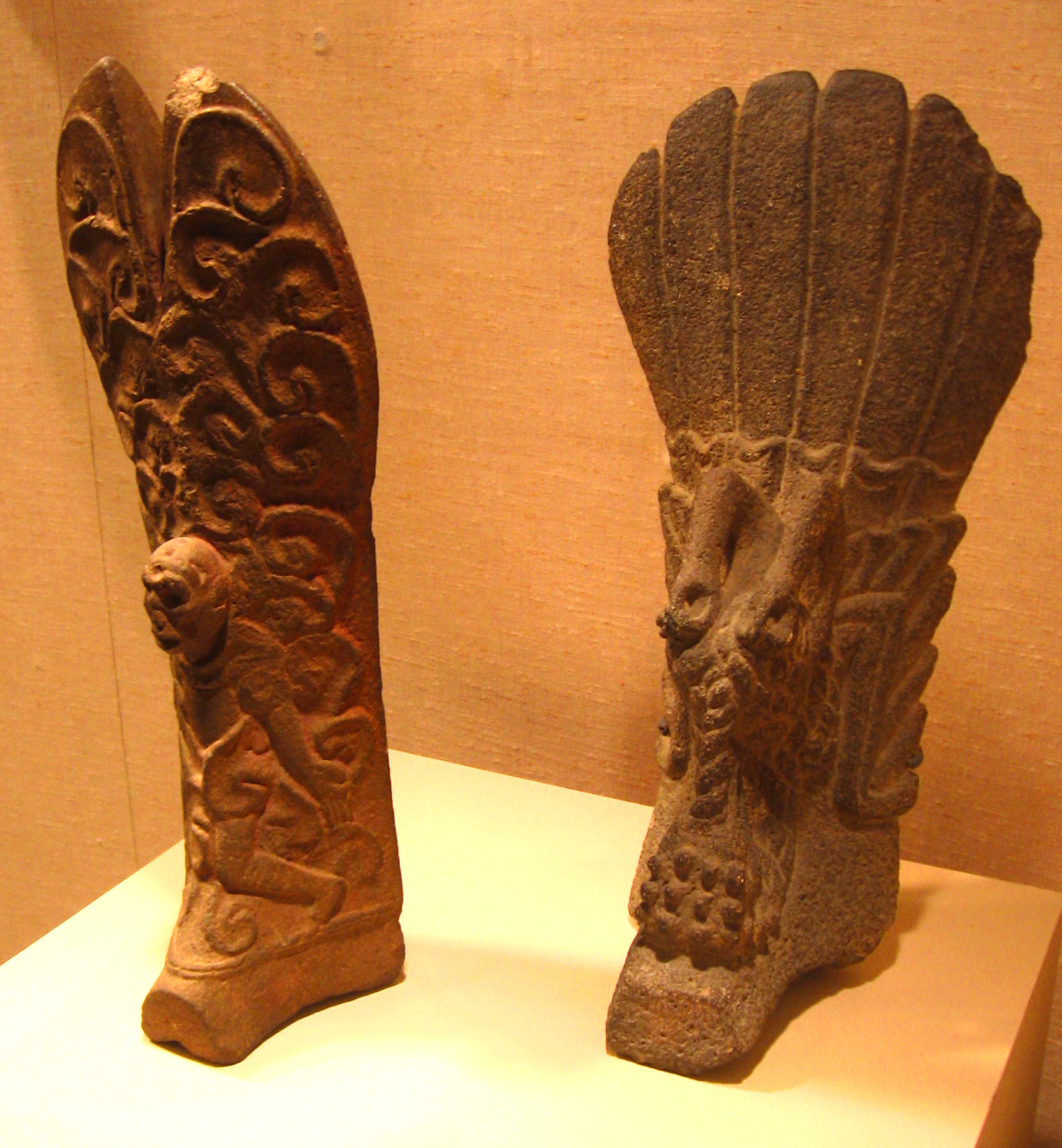
Deux palmas, caractéristiques de la culture classique de Veracruz. Taille : 45 cm.

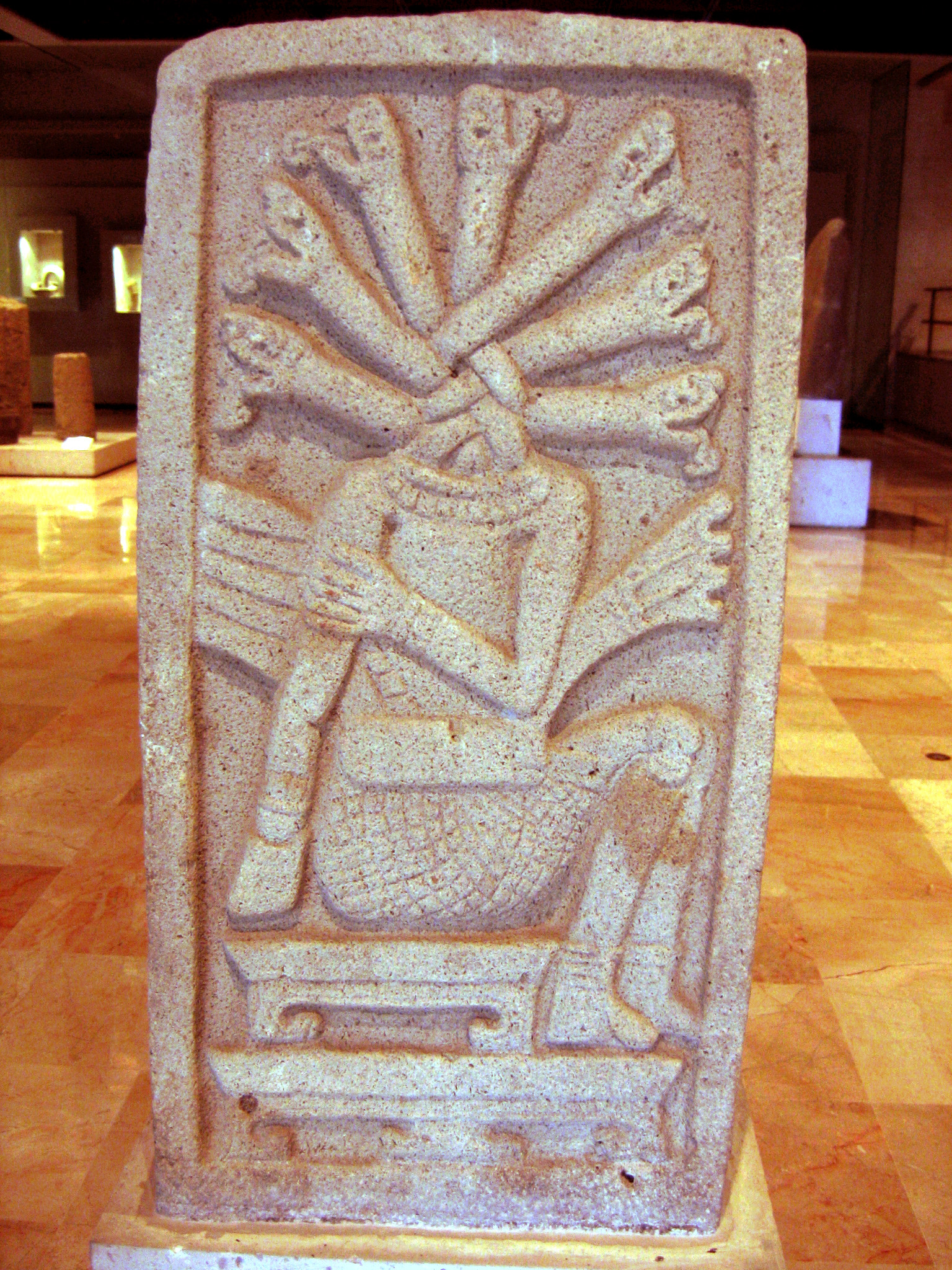
Une stèle du site d’Aparicio, datant de la culture classique de Véracruz montrant un joueur de balle sacrifié, 400-700 de notre ère. Taille : 125 cm.

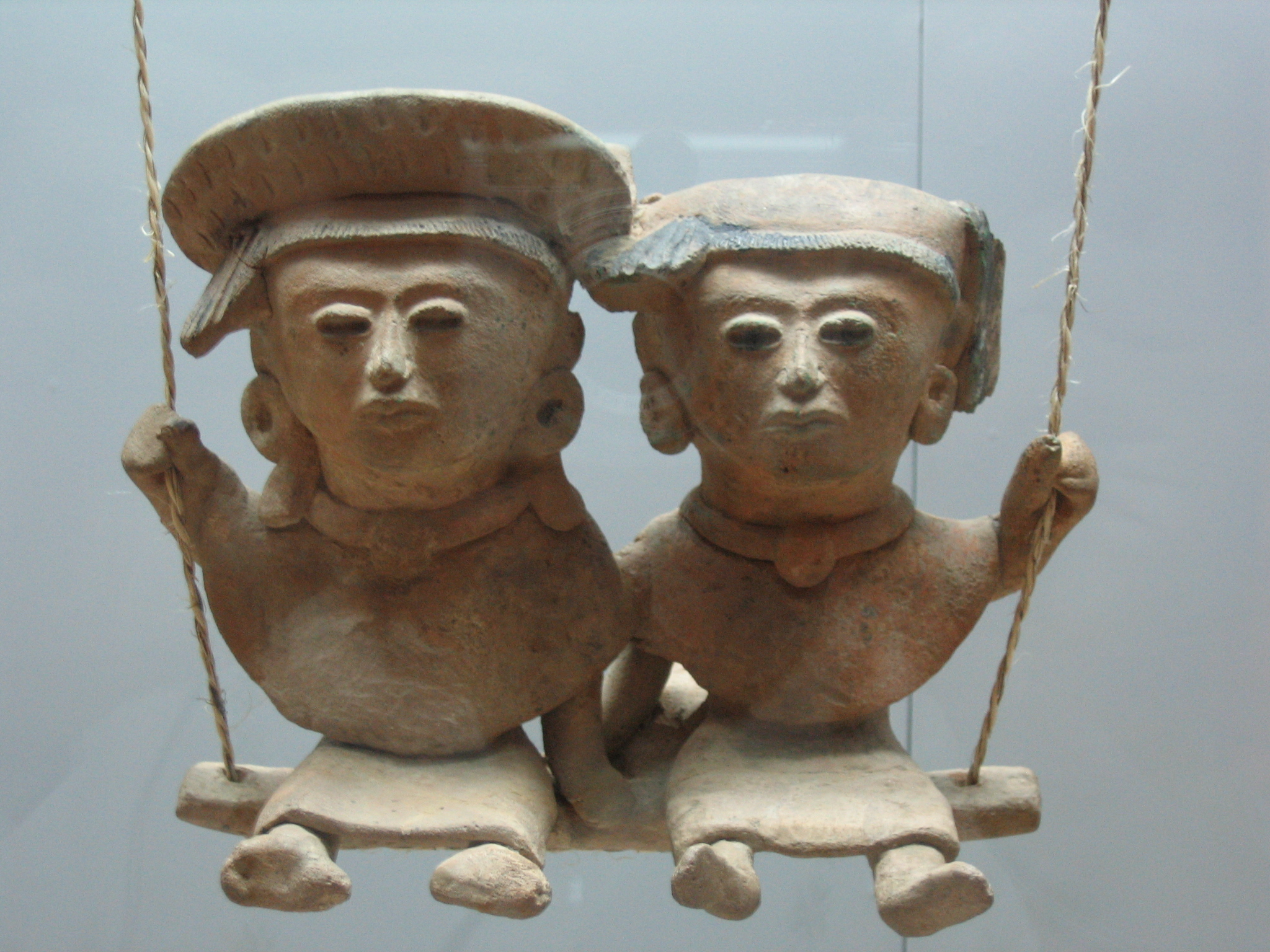
Un couple de figurines dansantes Remojadas, 300 à 900 de notre ère.

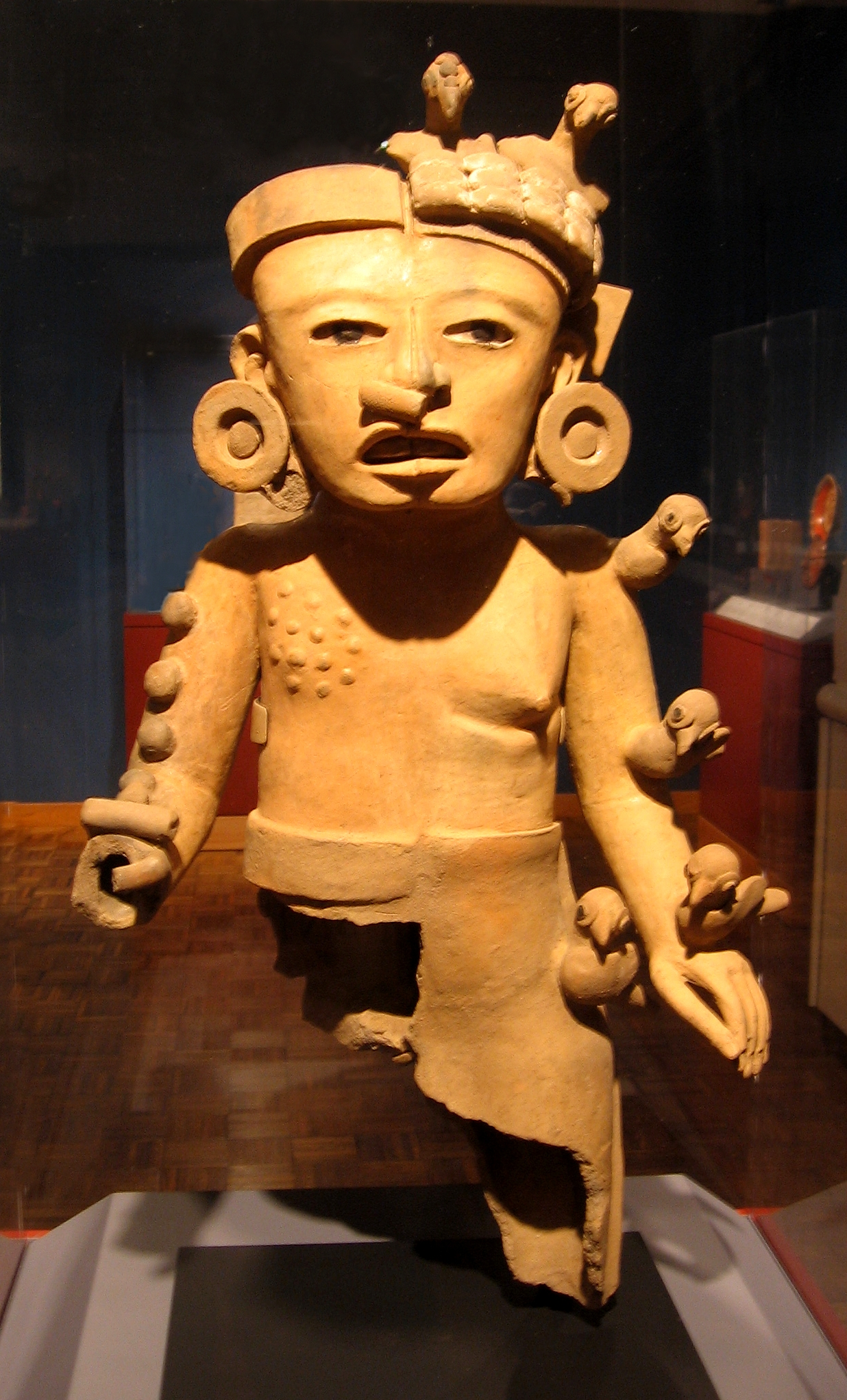
Une grande figurine Remojadas porteuse d’attributs masculins et féminins. À noter la poitrine féminine et les oiseaux sur le côté droit du visage.

Le terme culture classique de Veracruz (ou culture classique de la cote du golfe) se réfère à une zone culturelle située au nord et au centre de l'actuel État de Veracruz, une culture dont la présence a été située entre 100 et 1000 de notre ère, au cours de la Période Classique.
El Tajin était le principal foyer de la culture classique de Veracruz ; parmi d’autres sites importants citons Higueras, Zapotal, Cerro de las Mesas, Nopiloa et Remojadas, les deux derniers étant des centres importants pour la céramique. La culture s'étendait sur la côte du Golfe du Mexique entre le Río Pánuco au nord et le Río Papaloapan au sud.

## Caractéristiques
Le thème majeur de l'art de la culture classique de Veracruz est le sacrifice humain, en particulier dans le cadre du jeu de balle. Cet art se manifeste par des frises importantes et complexes qu’on peut voir à la fois sur les monuments cyclopéens et sur le mobilier, y compris la céramique et même sur les os sculptés. Un chercheur a suggéré que les têtes et d'autres éléments caractéristiques figurant sur ces peintures représentaient une forme d’écriture pictographique pour la culture classique de Veracruz. Ce procédé peut avoir été influencé par des styles similaires découverts à Chiapa de Corzo et Kaminaljuyú.
En plus des frises, l'architecture est connue pour ses décors ornementaux, tels que ceux qu’on peut voir à la pyramide des Niches d’El Tajin. Ces ornements présentent des contrastes de lumière et d'ombre, ce que l'historien d'art George Kubler appelle un " Clair-obscur" tranché.
Bien que la culture classique de Veracruz ait subi l’influence de Teotihuacán, et de la Civilisation maya, elle n’est l’héritière directe d’aucune de ces cultures. Les origines de cette culture semblent provenir au moins en partie des centres de la culture Epi-Olmèque, tels que Cerro de las Mesas et La Mojarra. 
La culture classique Veracruz est parfois associée à tort aux totonaques, qui occupaient ce territoire au moment de la conquête espagnole. Cependant, il n’existe que peu ou pas de preuve que les Totonaques soient à l'origine de la culture de l’époque classique.

## Structures sociales
Les tombes, les sculptures monumentales, les bas reliefs, et la conception architecturale des centres régionaux convergent toutes vers l’hypothèse d’une stratification de la société Classique de Veracruz, se traduisant par la présence d'une élite ainsi que par l’existence de métiers spécialisés. Une élite de dirigeants héréditaires régnait sur les petites et moyennes cités des centres régionaux, dont aucune ne dépassait 2 000 km ², maintenant leur domination par le contrôle politique et religieux des réseaux d'échanges lointains et confortant leur légitimité par le biais des rites méso-américain typiques, comme la saignée rituelle, les sacrifices humains, la guerre, et l'utilisation de produits exotiques. Une grande partie de la population, cependant, vivait dans des fermes isolées, des hameaux ou des villages.
Comme la culture Epi-Olmèque et la culture Olmèque avant elle, la culture classique de Veracruz était basée sur l’agriculture itinérante, ou culture sur brûlis, avec le maïs qui constituait une part importante de l'alimentation, complétée par la viande de chiens domestiques, de cerfs sauvages et d'autres mammifères, de poissons et de crustacés. Le coton était aussi une culture importante. 
La culture classique de Veracruz vénérait de nombreuses divinités communes à toute l’Amérique centrale, en particulier un dieu de la mort (très en vogue à El Tajin et souvent associé au dieu Aztèque Mictlantecuhtli) et un monstre des profondeurs de la terre (probablement hérité de la culture olmèque).

## Jeu de balle
La culture classique de Veracruz était apparemment dominée par le jeu de balle. Chaque centre culturel avait au moins un jeu de pelote et jusqu'à 18 courts ont été retrouvés à El Tajin.C'est au cours de la période classique tardive au centre et au nord de Veracruz que le jeu de balle a atteint son apogée.
Les jeux de balle rituels apparaissent dans tout l’art monumental de la période classique de Veracruz. Les murs du plus grand jeu de pelote, le jeu de pelote Sud d’El Tajin sont couverts de fresques montrant des sacrifices humains dans le contexte du jeu de balle (voir photo ci-dessus). Le point culminant de ces fresques est une scène montrant le dieu de la pluie, qui perce son pénis (un acte de saignée rituel pratiqué en Mésoamérique) pour remplir une cuve contenant la boisson alcoolisée rituelle le pulque, ce qui constitue la cérémonie finale du sacrifice rituel du jeu de balle.
Une caractéristique particulière de la culture classique de Veracruz est la présence d'accessoire de jeu de balle en pierre : jougs, hachas, et palmas. Les jougs sont des pierres en forme de U portées à la ceinture d'un joueur de balle, tandis que les hachas et les palmas sont disposées sur le joug. Les archéologues supposent généralement que les jougs de pierre sont des versions rituelles des jougs de bois de cuir ou de coton, même si aucun de ces objets périssables n'a jamais été découvert. Alors que les jougs et les hachas ont été découverts de Teotihuacan jusqu’au Guatemala, les palmas semblent propres à ce qui constitue aujourd'hui le nord de l’état de Veracruz.

## Céramiques
Jusqu'au début des années 1950, les céramiques datant de la période classique de Veracruz étaient rares, et celles qu’on connaissait n’avaient pas de provenance identifiée. Depuis lors, la récupération de milliers de figurines et de poteries provenant de sites tels que Remojadas, Los Cerros, Dicha Tuerta, et Tenenexpan, exhumées souvent par des pillards, a élargi nos connaissances et rempli les étagères de nombreux musées. L’artiste et historien de l'art Miguel Covarrubias décrit la céramique de la période classique de Veracruz comme "puissante et expressive, dotée d'un charme et d’une sensibilité sans précédent dans d'autres cultures plus formelles".
Le style des figurines de style Remojadas, est peut-être le plus facilement reconnaissable, car elles sont généralement modelées à la main, et souvent ornées en appliqué inversé. On notera en particulier les figurines Sonrientes (visage souriant), avec la tête de forme triangulaire et les bras tendus. Les figurines de Nopiloa sont généralement moins ornées, sans appliqué, et souvent moulées.
La culture classique de Veracruz a produit quelques-unes des rares figurines méso-américaines représentant des roues et est également connue par l'utilisation de bitume pour la décoration.